# Vårdintyg

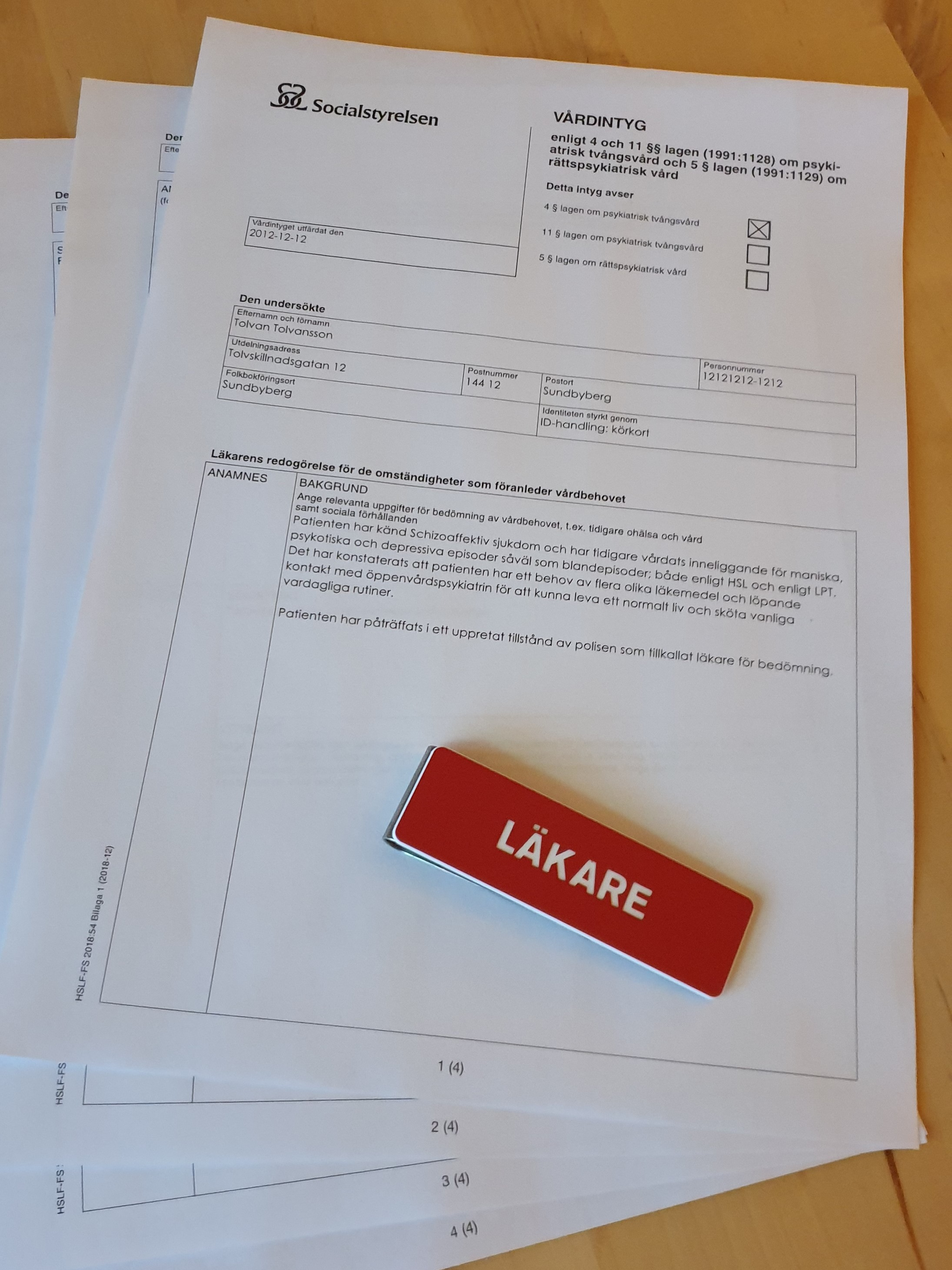
Socialstyrelsens gamla blankett för utfärdande av vårdintyg.

Vårdintyg är i Sverige ett läkarintyg enligt lagen om psykiatrisk tvångsvård (LPT) eller lagen om rättspsykiatrisk vård (LRV) som även regleras av SOSFS 2008:18. Vårdintyget är det dokument som underbygger den första delen av den tvåläkarprövning som krävs för att tvångsvårda en patient. Vårdintyget innebär en inskränkning av den enskildes rättigheter enligt 2 kap. 6 och 8 §§ Regeringsformen (RF) att slippa påtvingade kroppsliga ingrepp och frihetsberövanden, med stöd av 20 § RF.

## Förutsättningar för vårdintyg
För att sluten tvångsvård enligt LPT ska bli aktuellt måste samtliga tre följande villkor vara uppfyllda enligt 3 § LPT (se även motsv. 4 § LRV):
- Personen lider av en allvarlig psykisk störning.
- Personen har ett oundgängligt behov av psykiatrisk heldygnsvård (sluten psykiatrisk tvångsvård) eller behöver iaktta särskilda villkor för att kunna ges nödvändig psykiatrisk vård (öppen psykiatrisk tvångsvård).
- Personen motsätter sig frivillig vård eller att det "till följd av patientens psykiska tillstånd finns grundad anledning att anta att vården inte kan ges med hans eller hennes samtycke."

### Olika typer av vårdintyg
Alla vårdintyg använder samma fyrsidiga mall men ska fyllas i på olika sätt beroende på vilken paragraf som åberopas. Vårdintyg kan skrivas enligt:
- 4 § LPT - kräver att läkaren har sannolika skäl att misstänka att patienten lider av en allvarlig psykisk störning som uppfyller kriterierna i 3 § LPT
- 11 § LPT - för patient som vårdas inom frivillig psykiatrisk slutenvård enligt HSL. Utöver 3 § måste farlighetskriteriet enligt 11 § första stycket 2 vara uppfyllt
- 5 § LRV - kräver uppfyllnad av § 4-kriterierna i LRV vilka i praktiken speglar 3 § LPT, men utan direkta förutsättningar för öppen tvångsvård

### Enligt 4 § LPT
Vårdintyg enligt 4 § LPT får endast utfärdas av en legitimerad läkare efter en särskild läkarundersökning och får endast utfärdas i anslutning till en faktisk undersökning. Om inte patienten medverkar till att bli undersökt så kan patienten omhändertas för undersökning med hjälp av Polisen enligt 47 § andra stycket LPT.
Vårdintygsutfärdande och omhändertagandebeslut får endast göras av läkare i allmän tjänst (inom offentlig sjukvård) eller som jobbar i privat regi men har beviljats dispens av regionen. Begreppet i allmän tjänst ska inte förväxlas med allmäntjänstgöring (AT), eftersom AT-läkare inte är legitimerade och därför saknar behörighet att utfärda vårdintyg.

### Ofullständiga vårdintyg
Vårdintyget är ett juridiskt dokument som förutom motivation till varför § 3-kriterierna LPT eller § 4-kriterierna LRV är uppfyllda kräver nedtecknande av relevant psykiskt och somatisk status samt utöver detta att flera administrativa rutor är korrekt ifyllda. I praktiken innebär detta att ofullständiga intyg är så pass vanliga att sjukvården har behövt upprätta rutiner för detta. Den vanligaste åtgärden är att kontakta intygsskrivande läkare per telefon för komplettering och därefter vidimera ändringarna. Misslyckas åtgärden är vårdintyget ogiltigt och går inte att använda som grund för fortsatt tvångsvård.

## Sekretessbelagd handling
Eftersom vårdintyget utgör grunden för den fortsatta tvångsvården och innebär inskränkningar i den enskildes av grundlagen garanterade rättigheter utgick man i numera föråldrad rättspraxis från att handlingen inte omfattades av sekretess enligt den gamla versionen av sekretesslagen vilket också fastslogs av Regeringsrätten. Enligt den uppdaterade Offentlighets- och sekretesslagen (OSL) är själva beslutet om tvångsvård offentligt enligt 25 kap 10 § OSL, men vårdintyget är sekretessbelagt enligt 25 kap 1 § OSL eftersom det garanterat innehåller prekär information om patienten.

## Fortsatt vård
Vårdintyg enligt 4 § LPT medför att patienten kan transporteras till närmaste psykiatriska akutvårdsklinik av polis efter begäran om polishandräckning enligt 47 § andra stycket LPT. Med stöd av ett korrekt ifyllt vårdintyg kan även en icke-legitimerad underläkare besluta om kvarhållande på den psykiatriska akutkliniken enligt 6 § LPT vilket möjliggör ytterligare tvångsåtgärder med stöd av lagen och oavsett innebär ytterligare ett steg mot ett intagningsbeslut.